# Amentotaxus argotaenia
Amentotaxus argotaenia е вид растение от семейство Тисови (Taxaceae). Видът е световно застрашен, със статут Уязвим.

## Разпространение
Разпространен е в Китай, Хонконг, Лаос и Виетнам.